# Allan (Canada)
Allan is een plaats (town) in de Canadese provincie Saskatchewan en telt 631 inwoners (2006).

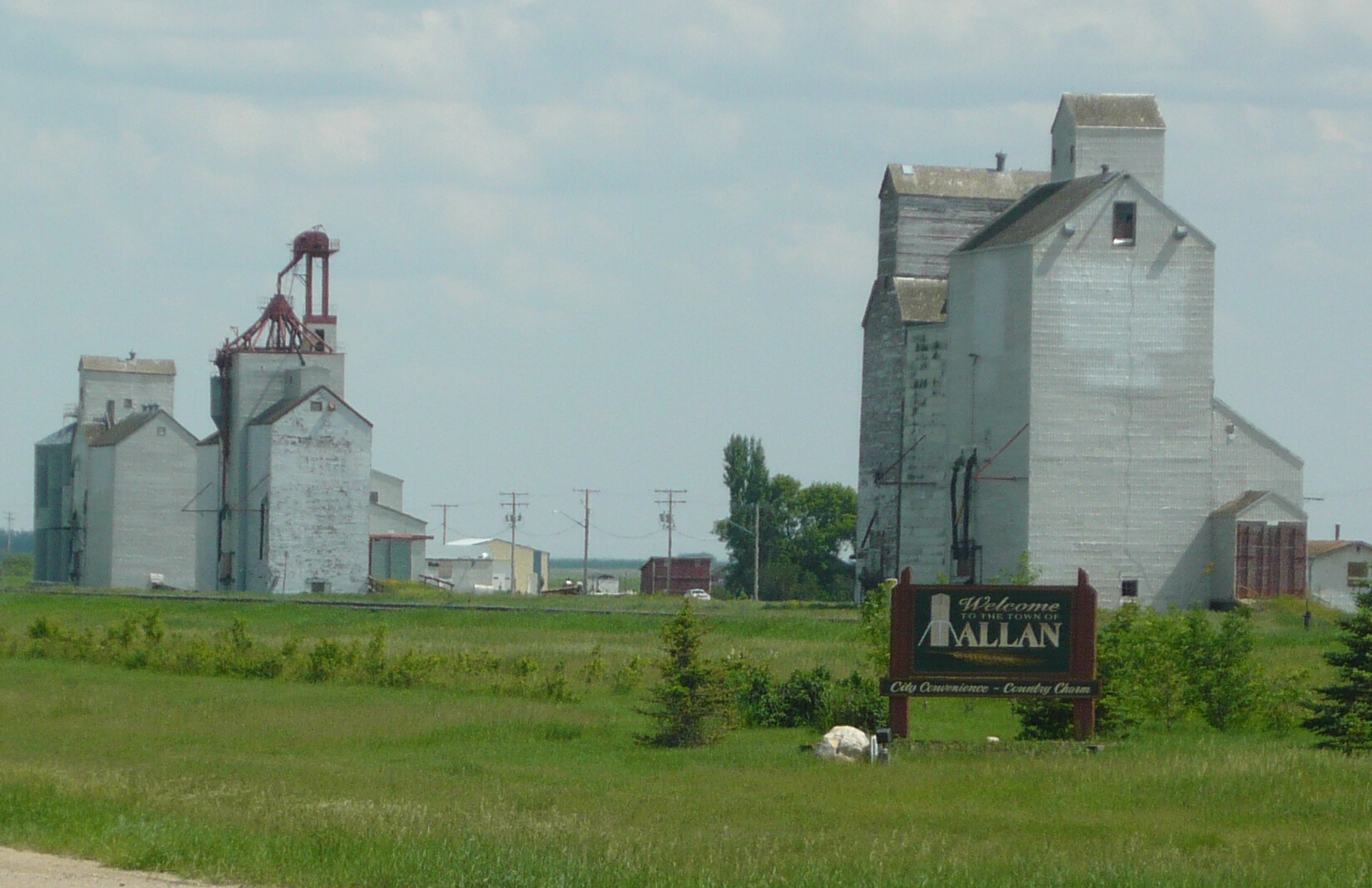
Graansilo's bij Allan